# Friedrich Bothe (Historiker)
Friedrich Bothe (* 3. März 1869 in Nöschenrode; † 13. September 1952 in Frankfurt am Main) war ein deutscher Lehrer und Historiker.

## Leben und Werk
Während seines Studiums wurde Bothe 1888 Mitglied der Landsmannschaft Palaeomarchia Halle. Nach seinem Studium war von 1900 bis 1932 Lehrer für Deutsch, Geschichte, Fechten, Schwimmen und Turnen an der Liebigschule in Frankfurt am Main. 1922 wurde er zum Oberstudienrat ernannt. Seine eigentlichen Verdienste erwarb er sich mit seinen Forschungen und Veröffentlichungen zur Geschichte der Stadt Frankfurt am Main.
Sein erstmals 1913 erschienenes Buch Geschichte der Stadt Frankfurt am Main (1923 und 1929 in überarbeiteten Fassungen neu aufgelegt, seitdem mehrfach unverändert wiederveröffentlicht) wurde zum Standardwerk. Weitere Schwerpunkte seiner Arbeit waren die Finanz- und Wirtschaftsgeschichte der Stadt. 1939 stiftete er anlässlich seines 70. Geburtstages der Stadt zwei von ihm identifizierte Gemälde Adam Elsheimers, Die Stadt Frankfurt am Main von Süden her gesehen und Der kleine Tobias.
1929 erhielt Bothe die Ehrenplakette der Stadt Frankfurt am Main, zu seiner Pensionierung 1932 die Silberne Ehrenschatulle für seine Verdienste als Lehrer. 1939 ernannte ihn der Frankfurter Verein für Geschichte und Landeskunde zum Ehrenmitglied. Sein Grab befindet sich auf dem Frankfurter Hauptfriedhof.

### Veröffentlichungen (Auswahl)
- Geschichte der Liebig-Oberrealschule (Festschrift, 1905)
- Die Entwicklung der direkten Besteuerung in der Reichsstadt Frankfurt am Main bis zur Revolution 1612–1614 (= Staats- und socialwissenschaftliche Forschungen Band 26,2). Leipzig 1906. Digitalisat
- Beiträge zur Wirtschafts- und Sozialgeschichte der Reichsstadt Frankfurt am Main. Beilage zum Jahresbericht der Liebig-Realschule zu Frankfurt a.M. Altenburg, 1906. Digitalisat
- Patriziervermögen im 16. Jahrhundert (1908)
- Beiträge zur Frankfurter Kunstgeschichte im 17. Jahrhundert (1908)
- Das Testament des Frankfurter Großkaufmanns Jakob Heller im Jahr 1519 (1909)
- Aus Frankfurts Sage und Geschichte (1911)
- Landeskunde der Provinz Hessen-Nassau (1914)
- Frankfurts wirtschaftlich-soziale Lage vor dem 30jährigen Kriege und der Fettmilch-Aufstand (1920)
- Fürstliche Wirtschaftspolitiker und die Reichsstadt Frankfurt am Main vor dem 30jährigen Kriege (1929)
- Kritische Untersuchung neuer Forschungen über das älteste Frankfurt (1929)
- Geschichte der Stadt Frankfurt am Main. 3., erweiterte Auflage. Frankfurt am Main, 1929. Digitalisat
- Die Wirtschaft in Frankfurt am Main bis zum 18. Jahrhundert (1932)
- Wirtschaft und Kultur in Goethes Vaterhause (1932)
- Drei Generationen Goethe (1932)
- Methoden zur Berechnung der Kaufkraft des Geldes (1933)
- Mit Goethe durch Frankfurt (1937, zusammen mit seinem Sohn Hans)
- Adam Elsheimer, der Maler von Frankfurt (1939)
- Brauch und Sitte im alten Frankfurt (1941)
- Goethe und seine Vaterstadt Frankfurt (1949)
- Erzbischof Johann Schweikart von Mainz und die Frankfurter Katholiken zur Zeit des Fettmilchaufstandes (1951)

Der Nachlass mit unveröffentlichten Manuskripten befindet sich im Institut für Stadtgeschichte.